# Classe Alesha
Le unità appartenenti alla classe Alesha (Progetto 317 secondo la classificazione russa) sono posamine di grandi dimensioni, costruiti ed entrati in servizio in Unione Sovietica nella seconda metà degli anni sessanta. La classificazione russa per queste unità è ZM (Zagraditel Minnyi).

## Tecnica
Le Alesha sono unità piuttosto sofisticate e versatili. Infatti, oltre ad essere in grado di stendere banchi di mine (ne possono trasportare circa 300) tramine apposite ferroguide, possono anche stendere reti antisommergibile, svolgere operazioni per il supporto all'attività dei dragamine ed essere utilizzate come navi comando per operazioni di guerra di mine, anche complesse.

## Servizio
Complessivamente, ne sono entrati in servizio con la marina militare sovietica tre esemplari, tra il 1967 ed il 1969. Sono stati chiamati con nomi di ragazzi russi.
- Alesha
- Natya
- Yurka

Tutte le unità sono state radiate.